# Kazimierz Sikorski (kompozytor)

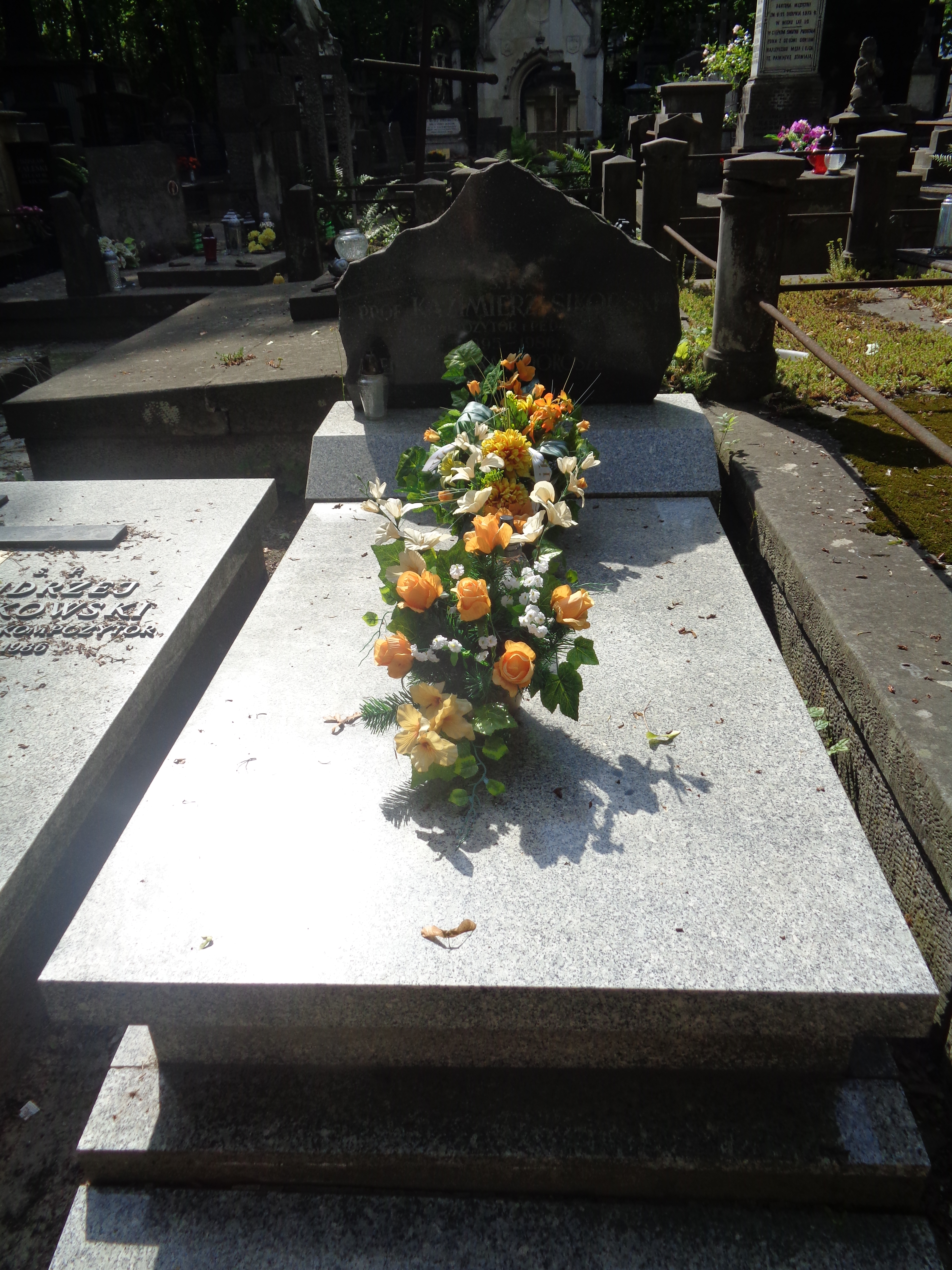
Grób Kazimierza Sikorskiego na cmentarzu Powązkowskim

Kazimierz Wincenty Miłosz Sikorski (ur. 28 czerwca 1895 w Zurychu, zm. 23 lipca 1986 w Warszawie) – polski kompozytor i teoretyk muzyki, członek Ogólnopolskiego Komitetu Frontu Jedności Narodu w 1958 roku.

## Życiorys
Syn Wincentego. W 1914 roku ukończył Gimnazjum Mariana Rychłowskiego w Warszawie. W latach 1911–1919 studiował kompozycję u Felicjana Szopskiego w Wyższej Szkole Muzycznej przy Warszawskim Towarzystwie Muzycznym. Studiował też prawo i filozofię na Uniwersytecie Warszawskim oraz muzykologię u Adolfa Chybińskiego na Uniwersytecie Jana Kazimierza we Lwowie.
W latach 1921–1925 wykładał harmonię, kontrapunkt, solfeż, formy muzyczne i instrumentoznawstwo w Konserwatorium Muzycznym Heleny Kijeńskiej-Dobkiewiczowej w Łodzi. W 1925 otrzymał stypendium Ministerstwa Wyznań Religijnych i Oświecenia Publicznego i rozpoczął studia w Paryżu u Nadii Boulanger. Po powrocie do kraju pracował w Państwowym Konserwatorium Muzycznym w Poznaniu (1926–1927) i w Państwowym Konserwatorium Muzycznym w Warszawie (1927–1939).
Był członkiem założycielem Stowarzyszenia Kompozytorów Polskich, w latach 1928–1930 zastępcą prezesa Sekcji Polskiej Międzynarodowego Towarzystwa Muzyki Współczesnej.
Grażyna Bacewicz poświęciła Sikorskiemu trzecią część 3 karykatur na orkiestrę skomponowanych w 1932, jak również dedykowała mu cały utwór.
W czasie II wojny światowej, w latach 1940–1944 był dyrektorem Staatliche Musikschule w Warszawie (pełniącej funkcję nieczynnego Konserwatorium). 
Po wojnie od roku 1945 był profesorem harmonii, kontrapunktu i kompozycji w Państwowej Wyższej Szkole Muzycznej w Łodzi, a w 1954 roku przeniósł się do Warszawy, gdzie już od roku 1951 wykładał na Państwowej Wyższej Szkole Muzycznej. 
Był przewodniczącym jury podczas VIII (1970) i IX Międzynarodowego Konkursu Pianistycznego im. Fryderyka Chopina (1975).
Był dwukrotnie żonaty. Z żoną Heleną Julią z domu Froelich mieli dwoje dzieci: córkę Ewę (ur. 1937) i syna Tomasza (1939–1988), także kompozytora. Drugą żoną Sikorskiego była Adela z Doroszewskich (1934–2020).
Zmarł w Warszawie, pochowany na cmentarzu Powązkowskim w Warszawie (kwatera 1-3-20). 

## Ordery i odznaczenia
- Order Sztandaru Pracy I klasy (1960)
- Krzyż Komandorski Orderu Odrodzenia Polski (11 lipca 1955)[5]
- Krzyż Oficerski Orderu Odrodzenia Polski (11 listopada 1937)[6]
- Złoty Krzyż Zasługi (22 lipca 1952)[7]
- Medal 40-lecia Polski Ludowej (1984)[8]
- Medal 10-lecia Polski Ludowej (19 stycznia 1955)[9]
- Odznaka „Zasłużony Działacz Kultury” (1980)[10]

## Nagrody i wyróżnienia
- Państwowa Nagroda Muzyczna (1936)[11]
- Nagroda Państwowa I i II stopnia (1951, 1955[12], 1964, 1966)
- Nagroda Związku Kompozytorów Polskich (1951, 1975)
- tytuł doktora honoris causa Państwowej Wyższej Szkoły Muzycznej (1975)
- Nagroda Fundacji Jurzykowskiego (1981)

## Dzieła (wybór)
- Motet na chór i orkiestrę smyczkową (1915)
- Kwartet smyczkowy nr 1(1915)
- Motet na chór i organy (1915)
- Psalm VII na chór i orkiestrę smyczkową (1915)
- Suita na orkiestrę smyczkową (1917)
- Kwartet smyczkowy nr 2 (1918)
- Symfonia nr 1 (1919)
- Sekstet smyczkowy d-moll na dwoje skrzypiec, dwie altówki i dwie wiolonczele (1920)
- Suita ludowa na orkiestrę (1921)
- Symfonia nr 2 (1921)
- Czemuście mnie, śląska pieśń ludowa na chór mieszany a cappella (1934)
- Kwartet smyczkowy nr 3 (1939)
- Stabat Mater (wersja I), oratorium na bas, chór mieszany i organy (1943)
- Uwertura na małą orkiestrę (1945)
- Obrazki wiejskie, suita na małą orkiestrę (1945)
- Allegro symfoniczne na orkiestrę (1946)
- Koncert na klarnet i orkiestrę (1947)
- Leć głosie po rosie, kurpiowska pieśń ludowa na chór mieszany a cappella (1947)
- Na środku pola, kurpiowska pieśń ludowa na chór mieszany a cappella (1947)
- Mazurek kurpiowski na chór mieszany a cappella (1947)
- Hej, zabujały, pieśń ludowa rekrutów z czasów niewoli na chór mieszany a cappella (1947)
- Pójdziesz i ty, kujawska pieśń ludowa na chór mieszany a cappella (1947)
- Koncert na róg i małą orkiestrę (1948–49)
- Suita z Istebnej na małą orkiestrę symfoniczną (1948–51)
- Mazurek (wersja I) na głos i fortepian (1949)
- Matulu moja, pieśń na głos i fortepian (1949)
- Stabat Mater (wersja II), oratorium na cztery głosy solowe, chór i wielką orkiestrę (1950)
- Mazurek (wersja II) na głos i orkiestrę (1950)
- Symfonia nr 3 w formie concerto grosso (1953–55)
- Uwertura popularna na orkiestrę (1954)
- Koncert na flet i orkiestrę (1957)
- Koncert na trąbkę, orkiestrę smyczkową i perkusję (1960)
- Six old Polish dances na orkiestrę (1963)
- Koncert polifoniczny na fagot i orkiestrę (1965)
- Koncert na obój i orkiestrę (1967)
- Symfonia nr 4 (1968–69)
- Koncert na puzon i orkiestrę (1973)
- Cztery polonezy wersalskie na orkiestrę smyczkową (1974)
- Symfonia nr 5 (1978–79)
- Trzy kanony na jeden temat na orkiestrę smyczkową (1981)
- Symfonia nr 6 (1983)

## Literatura
- Kazimierz Sikorski: Harmonia cz. 1, Polskie Wydawnictwo Muzyczne 2003, ISBN 83-224-0254-6.
- Kazimierz Sikorski: Harmonia cz. 2, Polskie Wydawnictwo Muzyczne 2003, ISBN 83-224-0255-4.